# Soeara Berbisa
Soeara Berbisa ([suˈara bərˈbisa]; EYD: Suara Berbisa; lett. "Voce velenosa") è un film del 1941 in bianco e nero diretto da R Hu.
Realizzato nelle Indie orientali olandesi, venne prodotto da Ang Hock Liem per la sua Union Films e interpretato da Raden Soekarno, Ratna Djoewita, Oedjang e Soehaena. La storia, scritta da Djojopranoto, ha come protagonisti due ragazzi che entrano in conflitto per l'amore di una donna e scoprono di essere fratelli separati alla nascita.
Le riprese si svolsero tra settembre e ottobre del 1941 nella Giava Occidentale e la colonna sonora fu composta con alcune composizioni kroncong, un genere musicale tipico dell'Indonesia. La pellicola uscì in concomitanza con la festività della ʿīd al-fiṭr e venne pubblicizzata sottolineando come fosse adatta a un pubblico di ogni età, classe sociale ed etnia, indistintamente per nativi e coloni olandesi. L'unica recensione che venne pubblicata, sul De Indische Courant, fu positiva. Come tutte le altre produzioni della Union Films, è considerato perduto, sebbene sussistano prove che almeno una copia circolasse nel 1949, anno al quale risale l'ultima proiezione.

## Trama
Un giovane atleta di nome Mitra e la sua fidanzata Neng Mardinah devono sposarsi. Tuttavia un altro ragazzo, Mardjohan, si è innamorato di lei e per conquistarla decide di screditare il promesso sposo diffondendo delle voci false sul fatto che sia figlio di un criminale condannato. Come conseguenza, Mitra è costretto ad abbandonare la città e la sua amata, sperando di trovare la pace in campagna.
Là, egli trova lavoro presso una fabbrica (che, per coincidenza, è di proprietà di Mardjohan), ma si licenzia dopo aver rifiutato le avances di un'operaia. Un giorno si imbatte in Mardjohan, gravemente ferito dopo un incidente. Decide di salvarlo e di prendersene cura. La madre di costui, vedendo Mitra, lo riconosce come suo figlio, scomparso all'età di tre anni, e trova numerosi testimoni che ne constatano la somiglianza e dimostrano la fondatezza dei suoi sospetti. Le calunnie nei confronti del giovane vengono così cancellate e Mitra è in grado di convolare a nozze con Mardinah.

## Produzione
Soeara Berbisa fu il sesto e penultimo film della Union Films e venne prodotto da Ang Hock Liem, il quale affidò la regia a R Hu, un regista cinese etnico che lavorava per lo studio regolarmente dal 1940; il tecnico del suono Boen Kin Nam servì da aiuto regista. La sceneggiatura venne scritta da Djojopranoto, prendendo il posto che era stato in precedenza di Saeroen, passato alla rivale Star Film dopo il completamento del lungometraggio Wanita dan Satria (1941). Per i ruoli principali vennero scritturati Raden Soekarno e Ratna Djoewita, appena acquisiti dalla casa cinematografica,  mentre per quelli secondari i veterani Oedjang e Djoewita (il primo era già apparso in Kedok Ketawa del 1940, mentre la seconda aveva avuto un ruolo in Wanita dan Satria).
La colonna sonora venne composta utilizzando dei brani kroncong. Le riprese iniziarono a settembre 1941 nella regione del Parahyangan, nella Giava Occidentale e a ottobre la produzione era già quasi ultimata.

## Distribuzione e accoglienza
La Union annunciò che Soeara Berbisa sarebbe stato distribuito in concomitanza con le vacanze della ʿīd al-fiṭr, che cominciarono il 22 ottobre 1941. A novembre risalgono le pubblicità per delle proiezioni a Medan, nel nord di Sumatra, ma una recensione pubblicata sull'edizione di Surabaya del De Indische Courant indica che l'unica uscita al cinema si ebbe nella città della Giava Orientale il 14 gennaio 1942. Il giornale fu inoltre l'unico a scrivere del film, descrivendolo come una pellicola tesa, con momenti divertenti e scenografie meravigliose, e raccomandando vivamente i giovani e i loro genitori di vederlo. Fu infatti destinato a un pubblico di ogni età ed estrazione sociale o etnica. In più, per piacere a un'audience maggiormente istruita, lo studio di produzione affermò:
(Comunicato della Union Films, 1941)

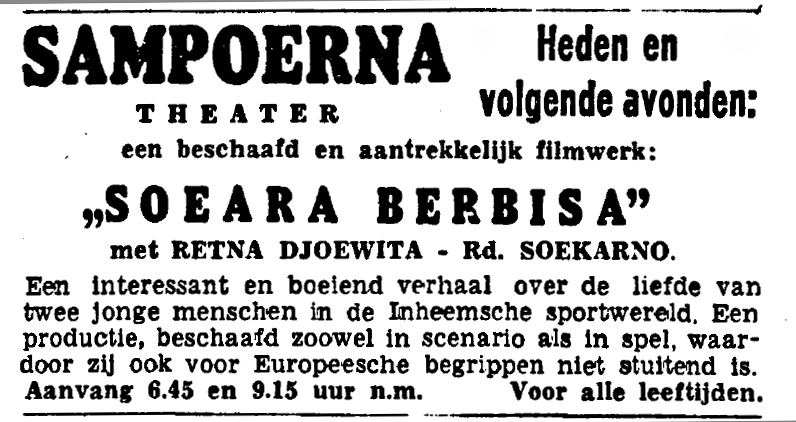
Una pubblicità di Soeara Berbisa sul Soerabaijasch Handelsblad

Nei quotidiani in olandese, il prodotto venne pubblicizzato come:
(Soerabaijasch Handelsblad, 1942)

## Conservazione

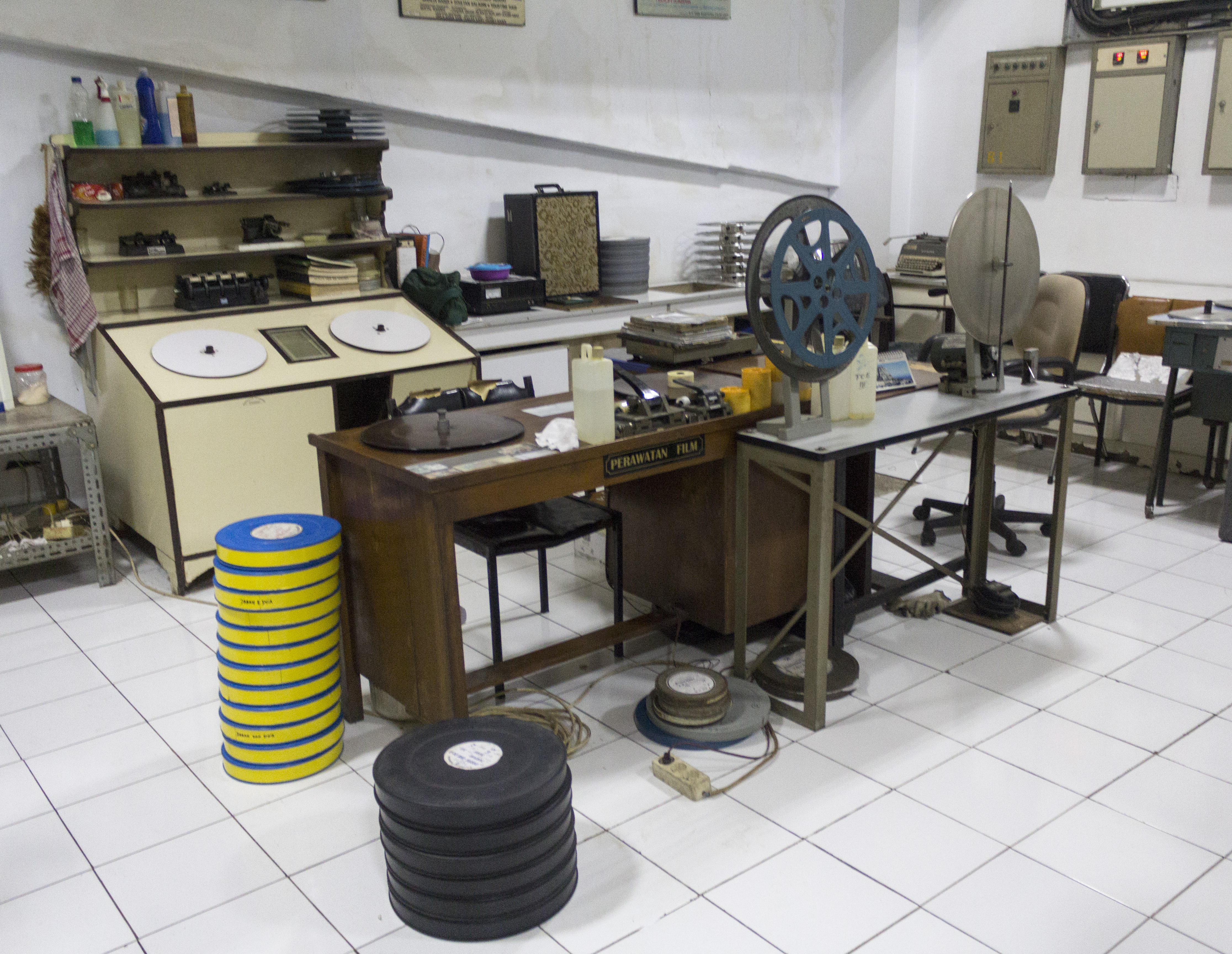
Sala di manutenzione al Sinematek Indonesia

Mega Mendoeng, diretto da Boen, uscì nei primi mesi del 1942. Sempre interpretata da Soekarno, affiancato questa volta dall'attrice Sofiati, rappresentò l'ultima produzione della Union Films, che venne chiusa nel marzo di quell'anno a seguito dell'occupazione giapponese delle Indie orientali olandesi. I suoi dipendenti non lavorarono mai più nel cinema, con l'eccezione di Soekarno stesso, il quale continuò a recitare fino agli anni settanta, generalmente accreditato come Rendra Karno.
L'ultima proiezione di Soeara Berbisa risale al febbraio 1949. Si ritiene che esso sia ora perduto, dato che tutti i film dell'epoca erano stati girati su pellicole di nitrato di cellulosa infiammabili e che il magazzino della Produksi Film Negara, dove erano conservati, venne distrutto da un incendio nel 1952, appiccato forse deliberatamente per eliminare le bobine in nitrato. Di fatto l'antropologo visuale statunitense Karl G. Heider suggerì che ogni opera cinematografica indonesiana realizzata prima degli anni cinquanta sia ormai da considerarsi irrecuperabile. Tuttavia, lo storico del cinema JB Kristanto, nel suo Katalog Film Indonesia 1926-1995, riporta che diversi lungometraggi sopravvissero negli archivi della Sinematek Indonesia e il collega Misbach Yusa Biran aggiunge, scrivendo nel suo saggio Sejarah Film 1900–1950: Bikin Film di Jawa del 2009, che a salvarsi furono numerosi film di propaganda giapponesi, sfuggiti al Servizio informazioni del governo olandese.